# Castello di Wideville

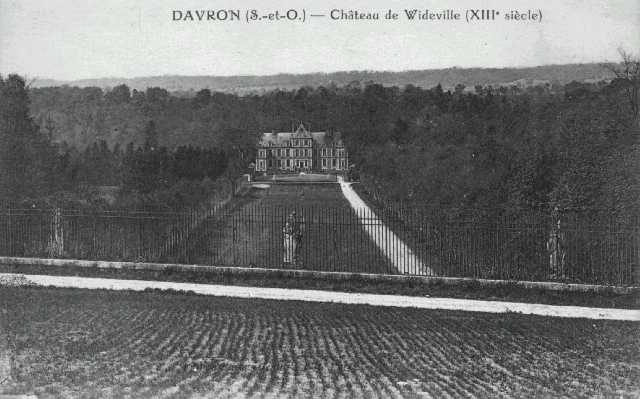
Il Parco con il Castello sullo sfondo

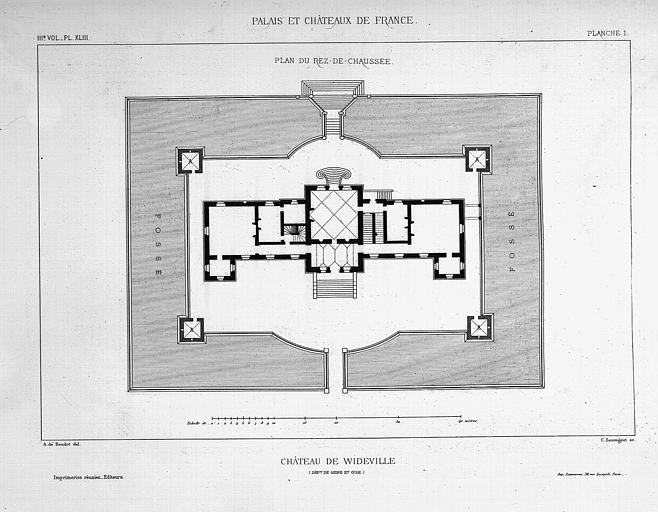
Pianta del Castello

Il castello di Wideville si trova nel comune francese di Crespières, nell'Ile de France, nei pressi di Parigi.

## Storia
Venne realizzato verso il 1580 per Benoît Milon, in stile Luigi XIII, e poi rinnovato nel 1620 da Claude de Bullion. Il nome Wideville potrebbe derivare da Hugues de Guideville, ufficiale di Guglielmo il Conquistatore, che XIV secolo perde la "G" per diventare Uideville e poi Videville. Il nome Wideville esiste anche in Gran Bretagna.
Nel 1579 la proprietà viene venduta dagli eredi di Pierre Picquet, tesoriere della Regina di Navarra, a Benoît Milon, il primo intendente delle finanze di Enrico III. Milon realizza il castello su un precedente palazzo tra il 1580 e il 1584, secondo i principi della maisons des champs de Jacques Androuet du Cerceau. È stato ristrutturato nel 1620 da Claude de Bullion, sovrintendente delle finanze di Luigi XIII, che fa riprogettare i giardini e arricchire il palazzo con decorazioni. Mezzo secolo più tardi, Noël de Bullion realizza la colombaia.
Nel 1870, il castello diventa proprietà del conte di Galard, che lo restaura senza alcuna modifica della struttura principale.
Tra i suoi famosi proprietari c'è Jean-Charles de Crussol duca di Uzès , la duchessa de Chatillon e Louis VI Bonabes Victurnien Alexis marchese de Rouge.
Nel 1995 l'intera proprietà viene acquistata dal noto stilista italiano Valentino, che ne ha fatto la sua residenza.